# Zaginiona bez śladu

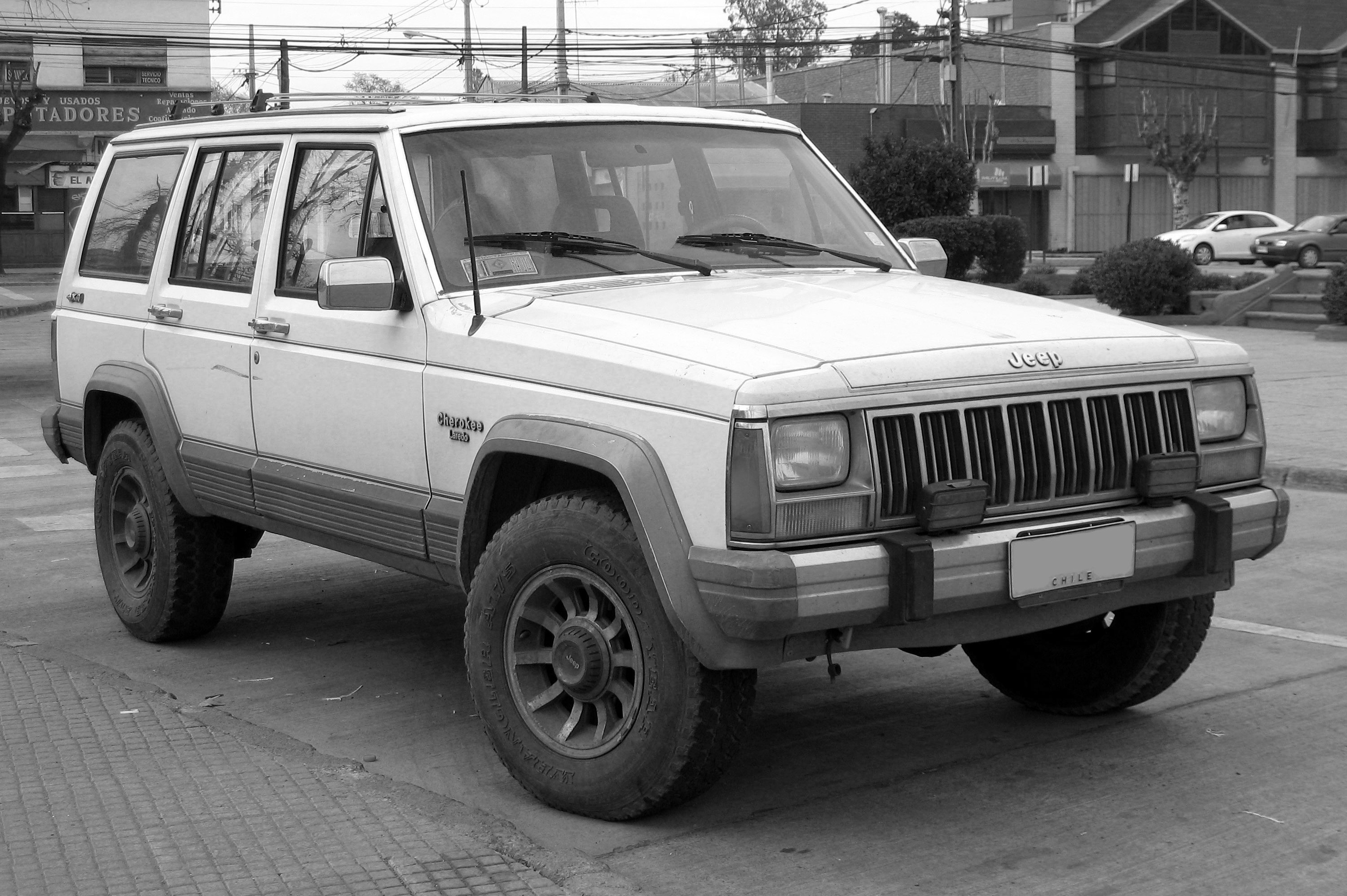
Jeep Cherokee XJ, takim samochodem w filmie podróżują Diane i Barney

Zaginiona bez śladu (oryg. The Vanishing) – amerykański film dreszczowiec z 1993. Film jest remakiem holendersko-francuskiego filmu z 1988.

## Fabuła
Barney Cousins - nauczyciel chemii, mąż i ojciec - przygotowuje i trenuje porwanie przypadkowej dziewczyny. Zamierza ją zwabić do swojego samochodu volvo, a wewnątrz siłą uśpić środkiem chemicznym. Barney symuluje niepełnosprawność ręki, czym wywołuje kobiecą współczującą chęć udzielenia mu pomocy (podobnie jak czynił prawdziwy amerykański seryjny morderca Ted Bundy, również posiadający europejski samochód). Na stacji benzynowej młoda kobieta Diane wysiada do sklepiku z samochodu Jeep Cherokee, którym przyjechała z narzeczonym Jeffem, i znika bez śladu. Jeff przez kilka lat poszukuje ją, a w tym czasie wiąże się z dziewczyną o imieniu Rita. Nagle zgłasza się do niego Barney i składa mu propozycję przeżycia tego samego, co zaginiona Diane.

## Obsada
- Jeff Bridges – Barney Cousins
- Nancy Travis – Rita Baker
- Kiefer Sutherland – Jeff Harriman
- Sandra Bullock – Diane Shaver
- Park Overall(inne języki) – Lynn
- Maggie Linderman – Denise Cousins
- Lisa Eichhorn(inne języki) – Helene Cousins
- George Hearn – Arthur Bernard
- Lynn Hamilton – panna Carmichael
- Garrett Bennett – policjant na stacji benzynowej